# Escándalo del equipo de fútbol americano de la Universidad Metodista del Sur
Pena de muerte de SMU redirige aquí.
El escándalo del equipo de fútbol americano de la Universidad Metodista del Sur (del inglés: Southern Methodist University football scandal), también conocida como la Pena de muerte de SMU, fue un incidente en el cual el programa de fútbol americano universitario de la Universidad Metodista del Sur fue investigado y penalizado por las violaciones masivas de las regulaciones establecidas por la NCAA.  La violación más seria fue el mantenimiento de un fondo ilegal utilizado para realizar pagos por "debajo de la mesa" a varios jugadores desde mediados de la década de 1970 hasta 1986.  Esta investigación terminó con la imposición de la conocida "pena de muerte de la NCAA", la cual consistió en la cancelación de toda la temporada programada de fútbol americano de 1987 del equipo representante de la Universidad Metodista del Sur (SMU), los SMU Mustangs.  A SMU se le permitió volver a competir de nuevo en 1988, con la condición de que solo jugarían la mitad de los partidos de esa temporada, (6 partidos en lugar de 12) y que jugaran esos seis partidos como equipo visitante, pero los dirigentes de la universidad prefirieron cancelar también esa temporada, ya que los mismos dirigentes determinaron que sería imposible armar un equipo viable en 1988.
La severidad del castigo casi destruyó el programa de fútbol americano de SMU. Los Mustangs consiguieron una sola temporada ganadora en los siguientes 20 años y no pudieron llegar a un bowl hasta 2009. Este castigo también fue uno de los factores que llevaron al colapso de la Southwest Conference, ahora desaparecida. Ha sido la penalización más severa dictada por la NCAA a cualquier programa atlético de la División I de la NCAA y ha sido la única ocasión en que la NCAA ha cancelado la temporada completa de un equipo de fútbol americano en cualquier nivel.

## Antecedentes

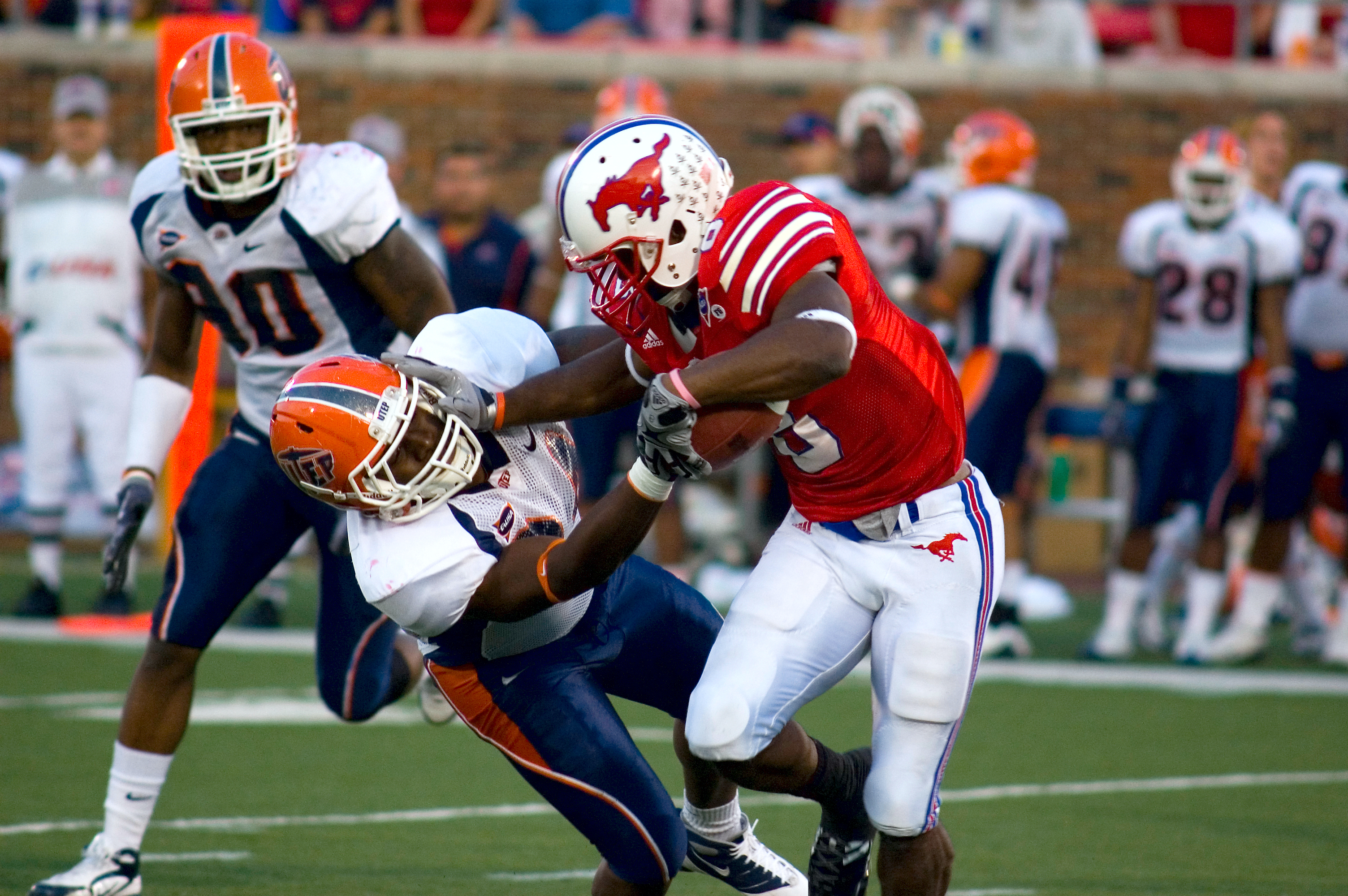
Imagen de un jugador de los SMU Mustangs.

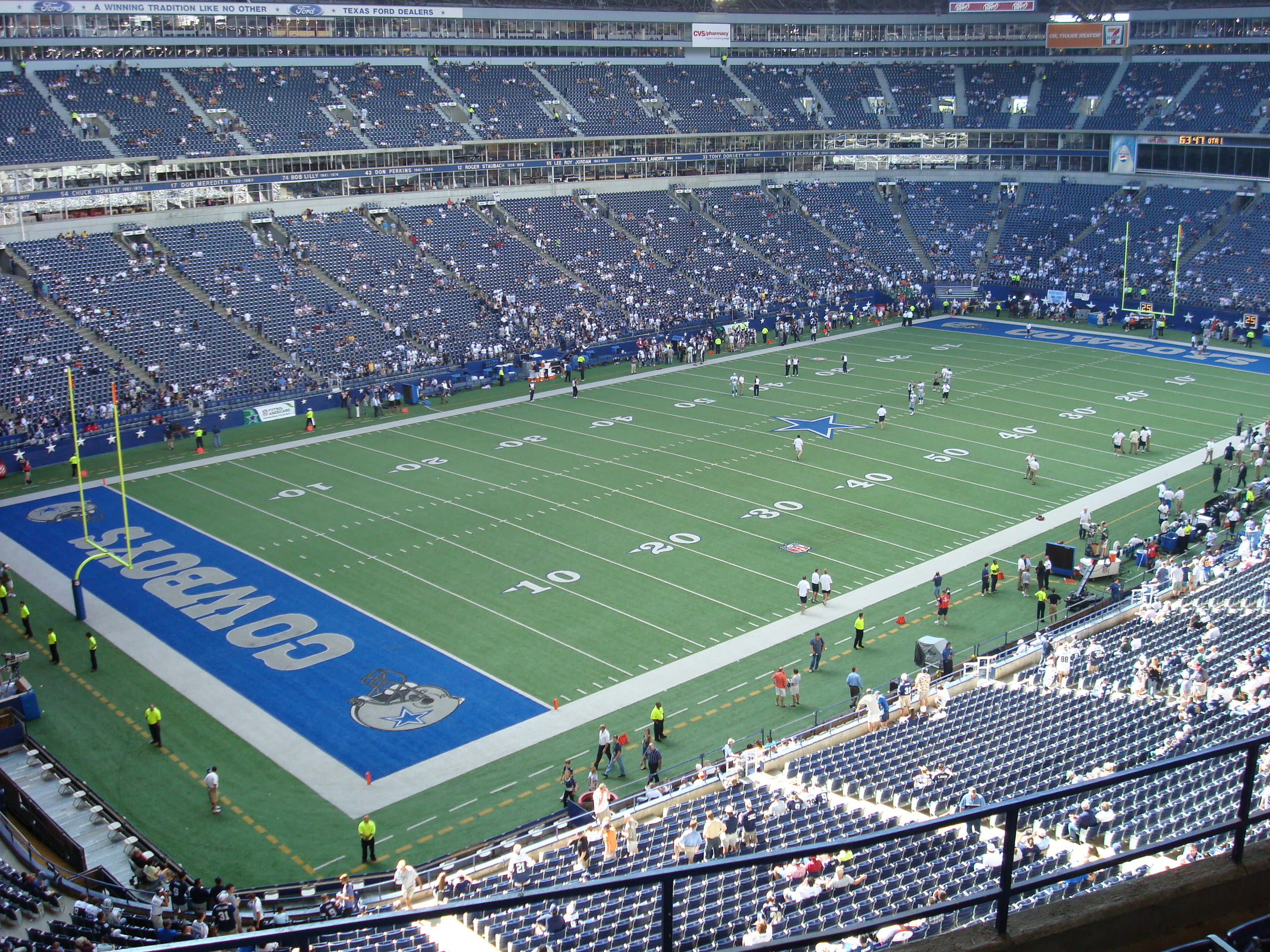
Imagen del Texas Stadium (ahora demolido), estadio en el que SMU jugó como local.

Los SMU Mustangs ganaron el campeonato nacional de Estados Unidos de 1935 (campeonato determinado por el sistema Dickinson), 10 títulos de la Southwest Conference y asistieron a 11 bowls. También tuvieron a un ganador del Trofeo Heisman, (Doak Walker ganó el Heisman en 1949) y numerosos All-Americans. De 1981 hasta 1984, SMU disfrutó de su era más exitosa desde finales de la década de 1940 y principio de 1950. Bajo la dirección de Ron Meyer (1981) y Bobby Collins (1982, 1983 y 1984, aunque Collins estuvo en SMU hasta 1986) tuvieron una marca ganadora de 41–4–1 y ganaron 3 títulos de la Southwest Conference (1981, 1982 y 1984) y estuvieron cerca de ganar un segundo título nacional en 1982. Perdieron la posibilidad de un segundo título nacional al conformarse con un empate en el marcador del último partido de la temporada regular en contra de los Arkansas Razorbacks. Con ese empate prefirieron asegurar un lugar en el Cotton Bowl, en vez de arriesgarse con una conversión de dos puntos que con la cual pudieran ganar el partido. Los Mustangs jugaron en el Texas Stadium durante la mayor parte de la primera mitad de la década de 1980 (el estadio que usaban como locales los Dallas Cowboys de la NFL). Los Mustangs nunca lograron vender todo el boletaje de un partido en el Texas Stadium. El estadio tenía una capacidad de cerca de 64,000 asientos. Normalmente un partido de SMU lograba atraer entre 30,000 y 40,000 aficionados.
Sin embargo este éxito tuvo un precio.  SMU era la segunda universidad más pequeña de la Southwest Conference (solo Rice era más pequeña) y era una de las más pequeñas de la División I-A, con un total de cerca de 9,000 estudiantes en 1986. A partir de la década de 1950, SMU tuvo muchas dificultades para competir en contra de escuelas que eran de más del doble de su tamaño. Desde 1949, SMU solo tuvo 9 temporadas con marca ganadora.  El esfuerzo para mantenerse al día con las escuelas más grandes de la Southwest Conference resultó en que SMU se alejó de la línea ética, y en muchos casos, pasó por encima de esa ética.
Como resultado de ello, el programa de fútbol americano de SMU estuvo bajo escrutinio casi constante de la NCAA desde 1974 en adelante. SMU fue sancionado con un período de prueba en cinco ocasiones entre 1974 y 1985.  En general, SMU ha sido sancionado en siete ocasiones en su historia, más que cualquier programa de la División I-A.  En 1985, había sido puesto en otro período de prueba de tres años por violaciones de contratación que implicaron a un entrenador asistente y varios promotores de booster clubs o clubes de apoyo. Esta última sanción se produjo cuando el ex-liniero Mustang Sean Stopperich dijo a la NCAA que él y su familia había recibido grandes cantidades de dinero con el fin de conseguir que de cumpliera con un compromiso oral a su escuela natal, la Universidad de Pittsburgh. De acuerdo con el documental Pony Express, el cual es parte de la serie 30 for 30 de ESPN de 2010, muchas de estas violaciones se llevaron a cabo con el pleno conocimiento de los administradores de la escuela. Como parte de la sanción, a los Mustangs se les prohibió asistir a bowls en 1985 y 1986 , y se les prohibieron las transmisiones en vivo por televisión en 1986.

## Revelación de las violaciones al reglamento de la NCAA

Logo de la NCAA, el ente rector del deporte universitario en los Estados Unidos.

En junio de 1986, John Sparks, un productor del canal de televisiión WFAA-TV, afiliado a la ABC, en Dallas-Fort Worth, recibió un aviso sobre más irregularidades en SMU. La investigación de Sparks lo llevó a David Stanley, que había jugado como linebacker en SMU en las temporadas 1983 y 1984 y que había sido expulsado del equipo y perdido su beca por un problema de abuso de sustancias. Stanley afirmó que los funcionarios atléticos de SMU le pagaron 25.000 dólares para firmar con SMU en 1983 y continuaron pagándole cada mes mientras jugaba para los Mustangs. Lo peor de todo, los pagos habían continuado después de que a SMU se le había añadido otro período de prueba.
Las acusaciones de Stanley eran muy graves, ya la NCAA había adoptado nuevas normas para hacer frente a los infractores reincidentes. En particular, si a una escuela se la había declarado culpable de dos violaciones importantes dentro de un período de cinco años, podría ser excluida de la competencia en el deporte donde se realizó la segunda violación por hasta dos años. Mientras que la NCAA siempre había tenido el poder de cerrar un programa deportivo -un poder ampliamente conocido como "la pena de muerte"- ahora tenía casos específicos en los que o bien tenía que hacerlo, o explicar por qué no lo hizo.
La WFAA estaba tomando un riesgo calculado al investigar a SMU, ya que exalumnos de la escuela dominaban las escenas sociales y de negocios en Dallas.  Por ejemplo, el Dallas Times Herald  sufrió graves pérdidas en sus ingresos por publicidad cuando apareció un artículo en 1983 sobre violaciones graves en el reclutamiento de jugadores. Aunque el periódico fue reivindicado cuando SMU fue puesto en período de prueba, no soportó la pérdida de esos ingresos y fue un factor para su cierre en 1991. Sin embargo, Sparks y el director de deportes de la estación televisiva, Dale Hansen, continuaron adelante.
El 27 de octubre, Hansen confrontó al director atlético Bob Hitch, al entrenador en jefe Bobby Collins y al coordinador de reclutamiento Henry Lee Parker con las acusaciones hechas por Stanley.  Presentó varias cartas que contenían los pagos hechos a la familia de Stanley, los cuales tenían el sello postal fechado en octubre de 1985. Un experto en caligrafía confirmó que los sobres había sido escritos por Parker. Incluso ante esta evidencia, Hitch, Collins, y Parker negaron todo. Por ejemplo, cuando Parker mostró un sobre que contenía supuestamente un pago de 350 dólares, en un principio dijo que la letra era la suya, pero de inmediato dio marcha atrás y dijo: " No, esto está impreso ... Yo no escribo de esa manera ".
El 12 de noviembre, Hansen transmitió un informe especial de 40 minutos que fue el primer informe extenso de las acusaciones de Stanley. El informe también reveló que Stanley había hablado también con la NCAA y que una investigación de la NCAA ya estaba en marcha.
Dos días más tarde, el Dallas Morning News reveló que el tight end titular de SMU, Albert Reese, vivía sin pagar alquiler en un apartamento de Dallas. El alquiler era pagado por George Owen, uno de los refuerzos que habían sido prohibidos en el programa deportivo por su papel en los acontecimientos que condujeron al período de prueba de 1985. Reese fue suspendido por los dos últimos partidos de la temporada en espera de una investigación.

## Fondo para sobornos

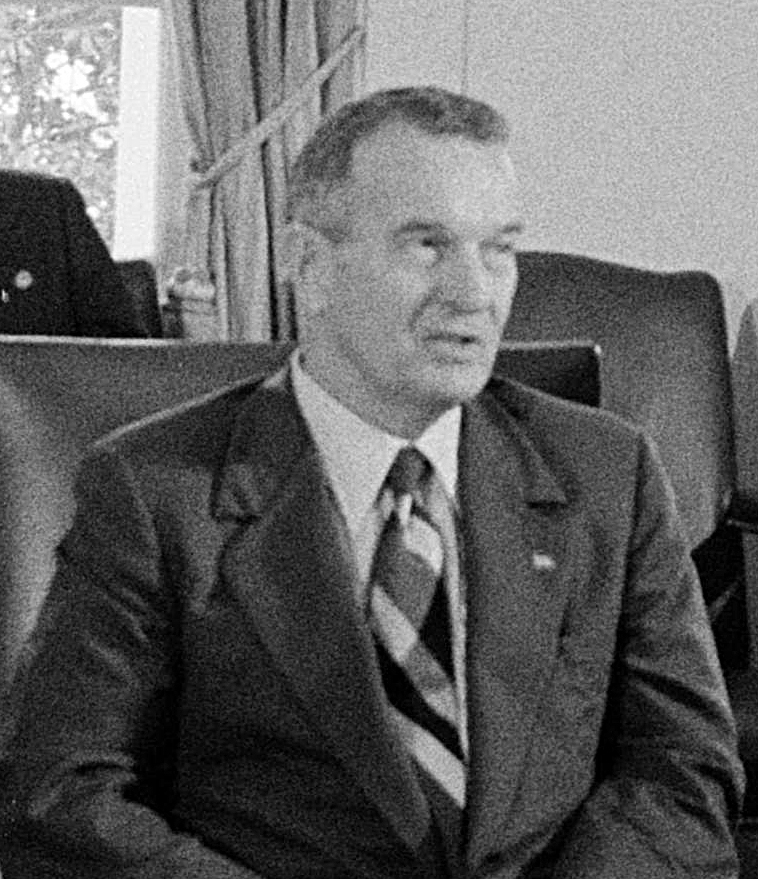
Bill Clemens, el presidente de la Junta de Gobernadores de SMU.

El 19 de noviembre de 1986, 200 profesores presentaron una petición de convocatoria para el final de los "atletas cuasi-profesionales" de SMU, incluyendo la prohibición de becas deportivas. Además, el presidente de la Junta de Gobernadores de SMU, Bill Clements, quien iba a dejar su cargo en dos meses para tomar 
posesión como Gobernador de Texas, anunció que la escuela haría más estrictas sus normas de admisión para todos los atletas. También dijo que las autoridades escolares reducirían el programa de fútbol americano por completo si fuera necesario para restaurar la integridad de la escuela.
Finalmente, la investigación de la NCAA reveló que de 1985 a 1986, a 13 jugadores se les habían pagado un total de 61.000 dólares de un fondo para sobornos proporcionado por gente externa a SMU, un booster club o club de apoyo. Los pagos iban desde 50 a 725 dólares por mes y habían comenzado tan solo un mes después de que a SMU se le había aplicado el período de prueba más reciente. El The Times Herald identificó más tarde al promotor de un grupo de apoyo de la ciudad de Dallas, el empresario de bienes raíces, Sherwood Blount, Jr., quien jugó para los Mustangs de 1969 a 1971 (aunque según Parker, era probable que otros promotores estuvieran implicados). Los jugadores habían recibido un total de 47.000 dólares durante el año escolar 1985-86. A ocho de esos jugadores se les pagaron 14.000 dólares adicionales, de septiembre a diciembre de 1986.  El fondo para sobornos fue interrumpido cuando los 13 jugadores dejaron la escuela. Estos pagos se hicieron con el pleno conocimiento y aprobación del personal del departamento atlético de SMU. Según el periódico Morning News, Hitch sabía de la existencia de un fondo para sobornos a principios de 1981 y estuvo involucrado en la decisión de continuar con esos pagos, incluso después de SMU fue puesto a prueba en 1985. El Morning News también dijo que Collins sabía se les pagaba a algunos jugadores, pero no sabía quiénes eran.
Dos meses después de haber prestado juramento como gobernador, Clements admitió que tuvo conocimiento acerca del fondo para sobornos en 1984.  Una investigación realizada por la Junta de Gobierno reveló que a los jugadores se les habría pagado por jugar desde mediados de 1970. Según Clements, el consejo acordó en secreto la eliminación del fondo al final de la temporada de 1986, ya que los miembros sentían el deber/obligación de cumplir con los compromisos adquiridos con los jugadores a los que ya se les había prometido pagar. Una investigación de 1987 realizada por el Colegio de los Obispos de la Iglesia Metodista Unida puso de manifiesto que Clements se había reunido con Hitch en 1985, y los dos acordaron que a pesar de que la universidad estaba a prueba, los pagos tenían que continuar porque el programa de fútbol americano tenía "una nómina que pagar."
Al menos dos jugadores de la NFL fueron identificados como receptores de dichos pagos, el running back de los New England Patriots, Reggie Dupard, y el cornerback de los Tampa Bay Buccaneers, Rod Jones. Un tercer jugador, el wide receiver Ronald Morris fue seleccionado por los Chicago Bears. Al final de la temporada de 1986, según el Herald Times, solo tres de los 13 jugadores que aún tenían elegibilidad para jugar en la NFL.
No mucho tiempo después, el presidente de la escuela, L. Donald Shields, renunció. Hitch y Collins renunciaron unos días más tarde. Según la investigación de la Iglesia Metodista Unida, se les pagó 850.000 dólares a cada uno de ellos (Hitch, Collins y Parker) para mantener su silencio sobre el asunto.

## La Pena de Muerte
La naturaleza de las violaciones llevó a especular sobre la posibilidad de que a SMU se le castigara con la "pena de muerte." Las revelaciones se produjeron en un momento de gran preocupación por la integridad de los deportes de la universidad, y los presidentes de otras universidades mostraron una creciente voluntad de controlar sus programas atléticos.
El 6 de febrero de 1987, el representante de la facultad de atletismo de SMU, el profesor de estudios religiosos Lonnie Kliever, presentó un informe a la NCAA, en el que recomendaba la ampliación del período de prueba condicional de la escuela por cuatro años adicionales, hasta 1990. Durante este período, a la escuela se le permitiría contratar solo a seis entrenadores asistentes, y solo a cuatro de ellos se les permitiría participar en el reclutamiento de jugadores fuera de la escuela. También recomendó la prohibición de la escuela para participar en bowls y la transmisión de los partidos por televisión en vivo se extendiera hasta 1989. SMU propuso que durante esas dos temporadas, eliminaría de su calendario dos partidos realizados en contra de equipos fuera de su conferencia. La cooperación de SMU impresionó tanto al personal de control que se recomendó que el Comité de Infracciones aceptara las sanciones propuestas por SMU, con la excepción de la prohibición de jugar fuera de su conferencia durante dos años.
El comité, sin embargo, decidió tomar un camino diferente. El 25 de febrero, el comité votó unánimemente para cancelar la totalidad del calendario de 1987 del equipo de fútbol americano de SMU y los cuatro juegos de local de SMU como locales en 1988. El comité elogió la cooperación de SMU con la investigación, diciendo que los esfuerzos de Kliever "iban mucho más allá de lo que pudiera esperarse de un solo representante de una facultad deportiva."  También elogió la intención declarada de SMU para operar dentro de las reglas cuando volviera al campo
de juego. Esta cooperación salvó a SMU de la total "pena de muerte"; si hubiera sucedido eso, SMU habría tenido que cerrar su programa de fútbol americano hasta 1989 y también habría perdido su derecho de voto en las convenciones de la NCAA hasta 1990. Sin embargo, se dijo que el comité se sintió obligado a imponer la "pena de muerte" con el fin de "eliminar un programa que se basaba en un legado de maldad, engaño y la violación de las reglas." Los antecedentes de SMU, dijo el comité, eran "poco menos que abismales," y la escuela no había hecho ningún esfuerzo por reformarse a sí misma en la última década. El comité también encontró que SMU había ganado una "gran ventaja competitiva" sobre sus oponentes, como resultado de su engaño, y la "pena de muerte" era una manera de corregir esta ventaja.
David Berst, el presidente de la Comisión de Infracciones, dijo años después que el programa de fútbol de los Mustangs estaba tan plagado de corrupción que "simplemente no se veía que quedara alguna otra opción". Varios miembros de la comisión que impuso la sanción dijeron más tarde que cuando la NCAA promulgó la cláusula del "infractir reincidente", nunca anticipó que alguna vez habría una situación que mereciera la aplicación de la "pena de muerte."  Sin embargo, dijo que la investigación de SMU reveló que era un programa completamente fuera de control. El director de la ejecución de la NCAA en ese momento era Dan Beebe.

### Las sanciones
Las sanciones impuestas detalladas:
- La temporada de 1987 fue cancelada, solo se les permitió realizar ejercicios de acondicionamiento durante todo el calendario de 1987.
- Todos los partidos en casa en 1988 fueron cancelados. A SMU se le permitió jugar los siete partidos regulares como visitante, para que otras instituciones no fueran afectadas financieramente.
- El período de prueba existente del equipo se amplió hasta 1990. La prohibición existente acerca de no asistir a bowls y las transmisiones en directo por televisión se extendió hasta 1989.
- SMU perdió 55 becas nuevas en 4 años.
- Se requirió que SMU se asegurara de que Owen y otros ocho promotores previamente prohibidos no tuvieran ningún contacto con el programa de fútbol americano, o enfrentarían una pena mayor.
- Al equipo se le permitió contratar solo a cinco asistentes de entrenador de tiempo completo, en lugar de los típicos nueve.
- A SMU no se le permitió reclutar a ningún jugador fuera de la escuela hasta agosto de 1988, y no se permitieron las visitas pagadas por la escuela por los jugadores potenciales hasta el inicio del año escolar 1988-1989.[17]

Collins no fue sancionado por la NCAA por su supuesta participación en los acontecimientos que condujeron a la "pena de muerte", aunque el informe final lo criticó por no proporcionar una explicación convincente de por qué los jugadores todavía se pagó después de la escuela le aseguró a la NCAA que los pagos se había detenido. Sin embargo, su reputación se vio arruinada. Además de ser finalista para un puesto de entrenador en Mississippi State en 1990 (puesto que finalmente ganó Jackie Sherrill), nunca fue considerado seriamente para otro puesto en cualquier nivel del fútbol americano universitario.

## Cancelación de la temporada de 1988
Como resultado de la "pena de muerte", todos los jugadores de los Mustangs fueron dejados en total libertad de cambiarse de escuela sin perder su elegibilidad. La mayoría de ellos anunciaron inmediatamente que estaban considerando ir a otra parte. Tan pronto como la NCAA anunció su decisión, cientos de reclutadores de 80 universidades, entre ellos potencias como Penn State, Oklahoma y Alabama, viajaron a SMU con la esperanza de persuadir a los jugadores de transferirse a sus escuelas.